# Байковичюс, Элиас
Элиас Байковичюс также Эли Байковиц (лит. Elias Baikovicius, англ. Eli Baikowitz, 2 мая 1902, Каунас — 19 апреля 1976, Монреаль) — литовский и канадский шахматист еврейского происхождения.

## Биография
Родился и вырос в Каунасе. С 1924 по 1940 гг. жил в Таураге. Окончил бизнес-школу, занимался торговлей, был владельцем мельницы и склада пиломатериалов, официальным представителем Еврейского народного банка, занимал другие должности в руководстве различных бизнес-организаций. За социальную и благотворительную деятельность был награжден Орденом Гедиминаса.
После присоединения Литвы к СССР все предприятия Байковичюса были национализированы.
Во время немецко-фашистской оккупации Литвы вместе со всеми членами семьи оказался в Каунасском гетто. Был постоянным шахматным противником начальника гетто, который воспрепятствовал отправке самого Байковичюса и членов его семьи в концлагерь. 29 сентября 1943 г. при помощи литовских антифашистов вместе с женой и детьми сумел сбежать из гетто (жену в течение долгого времени поочередно укрывали несколько литовских семей). Примкнул к партизанам, сражался с немцами в составе отряда «Мстители». После освобождения Каунаса советскими войсками по поддельным документам выехал с семьей в Польшу. После окончания войны вместе с семьей оказался в лагере для перемещенных лиц в Фельдафинге под Мюнхеном. После двух лет пребывания в лагере получил разрешение на переезд в Канаду.

### Семья
Отец: Лейб Байковиц — лесопромышленник и меценат. Скончался в Каунасе в 1932 г.
Мать: Перл Байковиц (урожд. Ивенская). Погибла в 1944 г. в Каунасском гетто.
Брат: Беньямин (Бен) Байковиц. Переехал в Канаду в 1938 г. Скончался в Монреале в 1953 г.
Брат: Леола. Погиб в Каунасском гетто.
Сестра: Берта. Погибла в Каунасском гетто.
Сестра: Лина. После войны эмигрировала в Израиль.
Жена: Фрума Гурвиц. Дочь и сестра владельцев гостиницы и кинотеатра в Таураге (её семья впоследствии попала в Шяуляйское гетто, а позже почти в полном составе погибла к концлагерях). Была активисткой Союза литовских евреев. После войны вместе с мужем эмигрировала в Канаду.
Сыновья: Генри (Арье-Лейб, 1936 г.р.) и Джейкоб (Яков, 1938 г.р.). Вместе с родителями переехали в Канаду.

### Шахматная деятельность
Участвовал в чемпионате Литвы 1937 г. и чемпионате Литовской ССР 1941 г. В чемпионате 1937 г. набрал 2 очка из 10 и занял 10 место. В чемпионате 1941 г. набрал 2½ из 12 (+1-8=3) и занял 12 место.
В составе сборной Литвы участвовал в неофициальной шахматной олимпиаде 1936 г. В этом соревновании он выполнял функции запасного участника, сыграл 9 партий, из которых 2 выиграл, 2 завершил вничью и 5 проиграл. В базах есть партии, проигранные Байковичюсом А. Войцеховскому (Польша), Э. Штреле (Швейцария) и В. Эрнсту (Германия).
После переезда в Канаду продолжал выступать в шахматных соревнованиях. В 1957 г. со счетом 2 : 6 проиграл матч другому эмигранту из Литвы И. Жалису. В 1969 г. участвовал в опен-турнире в Квебеке.